# Niels Kahlke
Niels Kahlke (født 13. marts 1949) er en dansk løber, som løb for atletikklubben Ben Hur, og som i dag er advokat.
Kahlke vandt flere sølv- og bronzemedaljer på 800 meter og 1500 meter ved de danske mesterskaber. Han vandt fire danske juniormesterskaber. I dag er han formand for Dansk Atletik Forbunds appeludvalg.
Kahlke driver i dag advokatvirksomhed. Han er Cand.jur. fra Københavns Universitet 1975 og blev advokat 1978. Han er beskikket forsvarer ved Københavns Byret og Østre Landsret fra 1984, fik møderet for Højesteret i 1985 og er medlem af Advokatnævnet siden 1999.
Han og hustruen Nina Lassen har døtrene Sofie Lassen-Kahlke, som er skuespiller, og Ditte Lassen-Kahlke som er advokat.

## Danske mesterskaber
- Bronze 1973 800 meter 1:51.3
- Sølv 1972 800 meter 1:52.4
- Bronze 1971 800 meter 1:53.8
- Sølv 1970 800 meter 1:51.0
- Bronze 1970 1500 meter 3:49.7
- Sølv 1969 800 meter 1:53.0
- Bronze 1969 1500 meter 3:58.9
- Bronze 1968 800 meter 1:52.4
- Bronze 1968 1500 meter 3:53.6

Danske juniormesterskaber (-20 år)
- Guld 1969 800 meter 1:55.0
- Guld 1969 1500 meter 3:55.4
- Guld 1968 800 meter 2:02.3
- Guld 1968 1500 meter 4:02.4

## Personlige rekorder
- 800 meter : 1:48,8 1971
- 1000 meter: 2:21,9 1973
- 1500 meter: 3:46,0 1973
- 1 mile: 4:13,7 1972